# Nintulla
Nintulla fue una de las deidades creadas por Ninhursag (véase Mito de Enki y Ninhursag), en la mitología de Mesopotamia. Cuando Enki enfermó, por comer las plantas nacidas de su propio semen, Ninhursag para curar sus ocho heridas, creó divinidades para cada uno de los malestares de Enki. Luego Nintulla o Nintul fue proclamado "Señor de Magan". Se cree que fue creado para sanar el pelo de Enki.